# 구카이
구카이(일본어: 空海, 774년 7월 27일~835년 4월 22일)는 일본 헤이안 시대의 승려이다.

## 생애
- 774년 사누키국(지금의 가가와현)에서 태어남.
- 788년 아토노 오타리로부터 논어 등을 배움.
- 791년 나가오카쿄의 대학에 입학.
- 797년 '3교 지귀'를 저술하여 불교, 도교, 유교를 설명.
- 804년 출가하여 승려가 되고, 사이초와 함께 견당사의 일원으로 당나라로 건너감.
- 806년 귀국.

(비슷한 시기에 활동한 사이초와는 라이벌 관계)
- 835년 고야산에서 입적.

## 같이 보기
- 진언종
- 밀교 (불교)